# Хекстер
Хекстер (њем. Höxter) град је у њемачкој савезној држави Северна Рајна-Вестфалија. Једно је од 10 општинских средишта округа Хекстер. Према процјени из 2010. у граду је живјело 31.628 становника. Посједује регионалну шифру (AGS) 5762020, NUTS (DEA44) и LOCODE (DE HOX) код.

## Географски и демографски подаци
Хекстер се налази у савезној држави Северна Рајна-Вестфалија у округу Хекстер. Град се налази на надморској висини од 96 метара. Површина општине износи 157,9 km². У самом граду је, према процјени из 2010. године, живјело 31.628 становника. Просјечна густина становништва износи 200 становника/km².

## Међународна сарадња
| Мјесто  | Држава               | Врста сарадње | Од    |
| ------- | -------------------- | ------------- | ----- |
|         | Пољска               | партнерство   | 2000. |
| Садбери | Уједињено Краљевство | партнерство   | 1980. |
| Корби   | Француска            | партнерство   | 1964. |
| Извор   |                      |               |       |